# Domingo de Vivero
Domingo de Vivero, (Lima, 17 de marzo de 1853 - ibídem, 17 de mayo de 1901) fue un escritor, periodista y diplomático peruano. Estuvo accidentalmente al frente de la cancillería, de octubre a noviembre de 1887, durante el primer gobierno de Andrés A. Cáceres.

## Biografía
Cursó sus estudios básicos en su ciudad natal y luego pasó a la Universidad de Lovaina, donde se graduó de doctor en Ciencias Políticas y Administrativas (1873). 
En 1874 volvió al Perú y fue nombrado oficial primero en la Dirección de Estadística del Ministerio de Gobierno. En 1877 asumió como primer secretario de la legación acreditada en Bolivia. Al estallar la Guerra del Pacífico, pasó a ser secretario del presidente Mariano Ignacio Prado, y luego del ministro de Guerra, general Manuel González de la Cotera. 
Tras la instauración de la dictadura de Nicolás de Piérola, pasó a Quito como secretario de la legación peruana, donde permaneció de 1880 a 1881. Se mantuvo en el servicio de la cancillería ejerciendo como jefe de la Sección Diplomática (1883) y ascendiendo a oficial mayor. 
En 1884 fue elegido diputado suplente por la provincia de Huamanga al Congreso Constituyente reunido para aprobar el tratado de paz con Chile o Tratado de Ancón. Luego retomó el servicio diplomático, como secretario de la legación peruana en Chile (1885) y como encargado de negocios con Ecuador (1887). 
En su calidad de oficial mayor, asumió accidentalmente la cancillería tras la renuncia del gabinete presidido por Carlos M. Elías, en el primer gobierno de Andrés A. Cáceres, crisis originada por la amenaza de censura de parte del Parlamento. Integró el llamado “Gabinete de los directores”, pues todos sus miembros eran directores o funcionarios de los distintos ramos ministeriales, que asumían de manera interina, hasta que se solucionara la crisis política. Todos ellos estuvieron un mes en el cargo, de 4 de octubre a 8 de noviembre de 1887, cuando se conformó el gabinete presidido por Aurelio Denegri.
De 1889 a 1890 se desempeñó como secretario de legación en Buenos Aires, que por entonces encabezaba Cesáreo Chacaltana. Retornó a Lima con la intención de dedicarse a las labores editoriales. Y aunque volvió una vez más a Buenos Aires al serle encomendada una breve misión diplomática,  pudo finalmente establecerse en Lima, donde murió.

## Obras
- Guía diplomática y consular del Perú (1888).
- Leoncio Prado ante la Historia (1890).
- Cuadros históricos de la Guerra del Pacífico (1893).
- Oradores parlamentarios del Perú (1894, 1900 y 1917).

Pero lo mejor de su obra escrita se halla dispersa en la prensa, en la que colaboró mayormente con el pseudónimo de Isnardo. Se trata de diversos periódicos y revistas, como El Correo del Perú, El Perú Ilustrado, El Nacional, La Ilustración Americana, La Gran Revista y El Comercio.